# Шустерман, Лазарь Самуилович
Лазарь Самуилович Шустерман (также Леонид Самойлович; 24 марта 1950, Бельцы — 8 декабря 2010, там же) — молдавский шахматист и тренер, международный мастер (1999), заслуженный тренер Молдавии (1993).

## Биография
С 1963 года посещал шахматную студию при Дворце пионеров в Бельцах под руководством заслуженного тренера Молдавии Лазаря Ефимовича Бегельмана (1937—1996). После окончания факультета физики и общетехнических дисциплин Бельцкого педагогического института (1973) работал учителем в селе Гайдары Чадыр-Лунгского района, затем вместе с женой работал тренером в организованной Л. Е. Бегельманом бельцкой детско-юношеской спортивной школе олимпийского резерва по шахматам (ДЮСШОР шахмат), впоследствии и до конца жизни был её директором. Руководил шахматным кружком при городском Дворце пионеров.
Мастер спорта СССР (1974). Чемпион Молдавии (1970, разделил первое место с Ильёй Фиглером). Председатель тренерского совета Федерации шахмат Республики Молдова.
Среди воспитанников Лазаря Шустермана — гроссмейстеры Анна Вагенер и Василий Сандуляк, призёр первенства СССР и чемпионата мира среди девушек до 16 лет Ирина Зак Мемориальный турнир памяти Лазаря Шустермана проводится в Бельцах..

## Семья
- Жена — Белла Шлёмовна Шустерман (урождённая Бурштейнайте), кандидат в мастера спорта по шахматам, призёр чемпионата Литвы, тренер в бельцкой ДЮШОР шахмат.
  - Дочь — международный гроссмейстер Анна Шустерман. Сын — Семён Шустерман, кандидат в мастера спорта по шахматам.